# Arbeteta
Arbeteta é um município da Espanha na província de Guadalajara, comunidade autónoma de Castilla-La Mancha, de área 63,07 km² com população de 59 habitantes (2004) e densidade populacional de 0,94 hab./km².

## Demografia
| Variação demográfica do município entre 1991 e 2004 | Variação demográfica do município entre 1991 e 2004 | Variação demográfica do município entre 1991 e 2004 | Variação demográfica do município entre 1991 e 2004 |
| --------------------------------------------------- | --------------------------------------------------- | --------------------------------------------------- | --------------------------------------------------- |
| 1991                                                | 1996                                                | 2001                                                | 2004                                                |
| 51                                                  | 52                                                  | 64                                                  | 59                                                  |